# Eva Hemmer Hansen
Eva Tjuba Hemmer Hansen (1913-1983) est une journaliste, romancière, traductrice et féministe danoise. Alors qu'elle travaille pour le journal Demokraten, en 1944, elle publie Hélène, le premier d'une série de romans. Militante sociale-démocrate, elle accorde une attention particulière aux questions féminines, présidant le comité des femmes du parti pour le conseil municipal d'Aarhus. Elle quitte ensuite le parti pour soutenir la cause des femmes. En 1968, elle est nommée présidente de la Société des femmes danoises, compilant l'histoire de l'organisation à l'occasion de son 100e anniversaire en 1970. Traductrice très active, elle publie en 1975 une nouvelle édition danoise des œuvres complètes de Charles Dickens.

## Jeunesse
Née à Aalborg le 2 janvier 1913, Eva Tjuba Hemmer Hansen est la fille de Jacob Peter Hemmer Hansen, éditeur, et de son épouse Elna Cecilie Louise née Højby Nielsen. En décembre 1939, elle épouse le chef de bureau Kjeld Elsøe Pihl (1913-1986) avec qui elle a deux enfants, Luise (1940) et Niels (1943). Le mariage est dissous en 1964. En mai 1965, elle épouse l'écrivain et éditeur norvégien Alf Grostøl (1912-1973).
Après s'être inscrite au Marselisborg Gymnasium d'Aarhus en 1931, elle étudie le danois et l'anglais à l'Université d'Aarhus à partir de 1933, où elle est active au sein du syndicat étudiant. Après un an à Askov Højskole, elle étudie au Ruskin College d'Oxford. Elle réussit un examen de traduction en anglais en 1943, ce qui lui donne une base solide pour son travail ultérieur.

## Carrière
Dans les années 40, il n’était pas facile de gagner sa vie en tant qu’auteur. Après avoir suivi un cours de journalisme, elle est engagée comme journaliste au quotidien d'Aarhus Demokraten où elle reste jusqu'en 1958. En parallèle, elle se lance dans une carrière d'écriture à succès en publiant une série de romans à partir de 1944 lorsqu'elle publie Hélène. Les plus réussis sont En lille tøg og hendes mor (Une petite fille et sa mère, 1952) et Skandale i Troja (1954) qui est traduit en plusieurs langues.
Hemmer Hansen donne également des conférences, des cours du soir et milite avec le parti social-démocrate, s'intéressant particulièrement aux questions relatives aux femmes. En 1948, elle préside le comité des femmes du conseil municipal d'Aarhus et, à la fin des années 1950, est conseillère auprès de la délégation du gouvernement danois aux conférences de l'Organisation internationale du travail à Genève. On se souvient notamment d'elle pour avoir présidé la Société danoise des femmes (1968-1971). À l'occasion de son 100e anniversaire en 1971, elle publie Blåstrømper, rødstrømper, uldstrømper (Bas rouges, bas bleus, bas Wollen), décrivant l'histoire de l'organisation.
Eva Hemmer Hansen est décédée à Aarhus le 26 mars 1983. Elle est enterrée au cimetière Vestre de la ville.